# Gushi (poëzievorm)
Gushi (eenvoudig Chinees: 古诗; traditional Chinees: 古詩; pinyin: gǔshī) is  een van de belangrijkste poëzievormen van de klassieke Chinese poëzie. Letterlijk betekent het "oude poëzie" of "oude stijl poëzie". Gushi is ook een technische term voor zekere historische voorbeelden, tezamen met latere poëzie gemaakt in deze formele stijl.

## Vorm
De normale formele stijl is die van een gelijke regellengte van vijf of zeven lettergrepen (of tekens) per lijn. De lijnen zijn per paar een couplet. De lijnen in dit couplet kunnen een tegenstelling in betekenis aangeven of elkaar daarin juist versterken, maar dat is niet altijd zo. Rijmen komen in het algemeen voor aan het einde van coupletten, het geluid van de rijm verandert soms gedurende de loop van het gedicht. Cesuren komen als belangrijk kenmerk voor de laatste drie lettergrepen van een lijn. waarbij zeven lettergrepige gedichten vaak ook een minder belangrijke cesuur hebben tussen de eerste vier lettergrepen. Bij de laatste drie lettergrepen van een regel zijn de eerste twee of de laatste twee vaak syntactisch met elkaar verbonden. Daardoor ontstaat variatie.

### Voorbeeld: Een gedicht
| traditionele Chinees                                                                                  | pinyin vertaling | woordelijk vertaald | literaire vertaling |
| --- | --- | --- | --- |
| 烏夜啼 黃云城邊烏欲栖 歸飛啞啞枝上啼 机中織錦秦川女 碧紗如煙隔窗語 停梭悵然憶遠人 獨宿孤房淚如雨 李白 | Wū Yè Tí Huáng yún chéng biān wū yù qī Guī fēi yā yā zhī shàng tí Jī zhōng zhī jǐn qín chuān nǚ Bì shā rú yān gé chuāng yǔ Tíng suō chàng rán yì yuǎn rén Dú sù gū fáng lèi rú yǔ Li Bai | Gele wolk muur naast kraai nestelen Teruggaand vliegen krassen tak op aanvraag Machine in weven brocade Qin rivier meisje Groene draad als mist scheidt raam spraak Stop spoel teulergesteld oproep ver persoon Alleen blijven eenzame kamer traan zoals regen Li Bai | Kraaien krassen in de nacht Gele wolken naast de muren; kraaien nestelen dichtbij Terugvliegend, krassen ze in de takken In het weefgetouw weeft ze brocade, het Qin rivier meisje Gemaakt van geëmailleerde draad als mist, verbergt het raam haar woorden Ze stopt de spoel, vol zorgen, en denkt aan de verre man Ze blijft alleen in de eenzame kamer, haar tranen als regen. Li Bai |

Verklaring: Het gedicht heeft per regel zeven lettertekens of lettergrepen. Het rijmschema is hier AABBCB. De cesuren per zin zijn aanwezig doordat, door een komma (",") of punt-komma (";") aangegeven, iedere zin (syntactisch) uit twee delen bestaat.

## Historie
Gushi-gedichten verschenen voor het eerst als poëtische vorm in de tweede eeuw van onze jaartelling. Gedurende de Tang-periode (618-709) herleefde deze dichtvorm.

### Negentien oude gedichten
Gushi begon zijn historische belang met de bloemlezing de "Negentien Oude Gedichten" (letterlijk: "Negentien Gushi"), die gedateerd kan worden tot zo ongeveer de Han-dynastie. Deze 19 gedichten zijn gerijmd, in vijf lettergrepige zinnen.

### Tang-dynastie heropleving
De Gushi ervoeren hun grootste herleving tijdens de Tang-dynastie. Li Bai werd geassocieerd met de meesterlijke beheersing van deze stijl. Tijdens de Tang dynastie, met de ontwikkeling van een nieuwe stijl van poëzie, de Jintishi, ook bekend als gereguleerde versvorm, werd de term "Gushi" gebruikt voor poëzie waarbij de lengte (het aantal regels) niet noodzakelijk beperkt was, noch voor (verplicht) woordelijke of tonaal parallellisme. De vrijere Gushi-vorm was die waarbij vaak vormvoorschriften werden gebroken, bijvoorbeeld door ongewone rijmschema's of het vermijden van parallellisme.